# Ghosts
Ghosts (Привиди) — сингл гурту Mayday Parade з альбому «Monsters in the Closet». Сингл був виданий 27 серпня 2013 року.
Звучання даної пісні включає в себе характерний звук роялю, що з'являється на початку та наприкінці пісні у супроводі хорового виконання. Сама ж пісня має суміш поп- та панк року.

## Відеокліп
Відео було представлене 18 листопада на сайті YouTube. На відео показано учасників гурту, що грають у кімнаті спільного будинку, у спальній кімнаті якого поступово з'являються привиди різних людей. Пізніше гурт починає розшукувати кожного з них. Наприкінці відео, прокинувшись, гурт помічає привидів, танцюючих у їхній спальні та починають грати у їх оточенні. Відео завершується зникненням всіх учасників.